# Stredný tok Hornádu
Stredný tok Hornádu este o arie protejată (arie specială de conservare — SAC, sit de importanță comunitară — SCI) din Slovacia întinsă pe o suprafață de 295,84 ha, integral pe uscat.

## Localizare
Centrul sitului Stredný tok Hornádu este situat la coordonatele 48°55′25″N 20°46′59″E / 48.923497°N 20.782919°E.

## Înființare
Situl Stredný tok Hornádu a fost declarat sit de importanță comunitară în septembrie 2015 pentru a proteja 6 specii de animale. Situl a fost protejat și ca arie specială de conservare în octombrie 2017.

## Biodiversitate
Situată în ecoregiunea alpină, aria protejată conține 4 habitate naturale: Râuri cu maluri nămoloase cu vegetație de Chenopodion rubri p.p. și Bidention p.p., Liziere de ierburi înalte hidrofile de câmpie și de nivel montan până la alpin, Păduri aluvionare cu Alnus glutinosa și Fraxinus excelsior (Alno-Padion, Alnion incanae, Salicion albae), Fânețe de joasă altitudine (Alopecurus pratensis, Sanguisorba officinalis).
La baza desemnării sitului se află mai multe specii protejate:
- amfibieni (2): izvoraș-cu-burta-galbenă (Bombina variegata), triton cu creastă (Triturus cristatus)
- mamifere (1): vidră de râu (Lutra lutra)
- pești (3): Barbus meridionalis, zglăvoacă (Cottus gobio), hadină (Eudontomyzon danfordi)